# Michel Bouvet
 (janvier 2021).
Pour les articles homonymes, voir Bouvet.
Michel Bouvet, né le 29 juin 1955 à Tunis est un affichiste, graphiste, enseignant et commissaire d'exposition français. 
Il exerce essentiellement son activité d'affichiste dans le domaine culturel (théâtre, opéra, musique, danse, musées, festivals) et dans le domaine institutionnel (collectivités locales, institutions publiques). 

## Biographie
Michel Bouvet, après de multiples péripéties l'ayant vu courir le monde en ouvrant grand les yeux, devient successivement ou conjointement peintre, photographe, commissaire d'expositions et professeur. Après ses études aux Beaux-Arts de Paris, devenu affichiste, Michel Bouvet est invité à exposer son travail, donner des conférences et animer des workshops aux quatre coins du monde. Ses travaux autour de l'affiche, de la typographie et du graphisme sont aujourd'hui reconnus aussi bien en France qu'à l'international,.
Il exerce essentiellement son activité d'affichiste dans le domaine culturel (théâtre, opéra, musique, danse, musées, festivals) et dans le domaine institutionnel (collectivités locales, institutions publiques). L’un de ses plus grands succès fut notamment sa conception de l’ensemble de la communication visuelle des Rencontres d’Arles de 2002 à 2014. Son œuvre se situe dans la grande tradition de l’affiche française. Michel Bouvet respecte la relation texte/image, sa visibilité, sa lisibilité,. Il s’inscrit dans la continuité des peintres affichistes comme Toulouse-Lautrec, ou celle des grands-maîtres comme André François ou Raymond Savignac.

### Formation
En 1978, Michel Bouvet est diplômé de l'École Nationale Supérieure des Beaux-Arts de Paris en section peinture. Par ailleurs, un an auparavant, le jeune artiste découvre sa future vocation d'affichiste lors d'un voyage à Prague où il photographie la ville,.

### Début de carrière

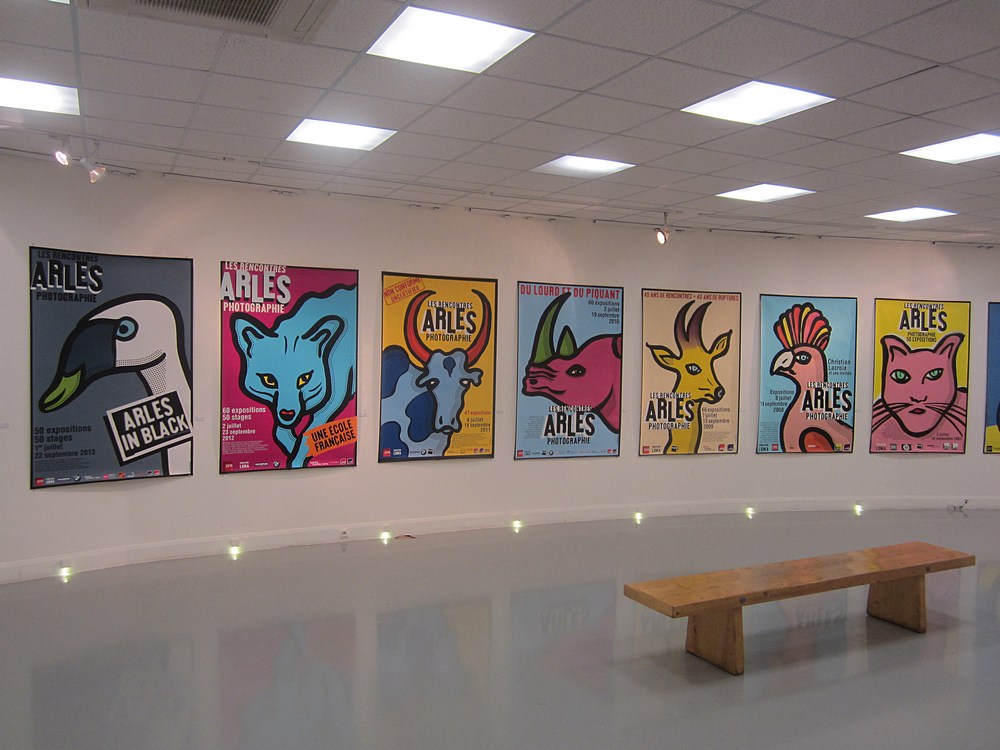
Affiches Rencontres d'Arles

De 1981 à 1993, Michel Bouvet a été le graphiste de la Maison des arts et de la culture de Créteil (MAC).
Michel Bouvet crée son atelier en 1989, à Paris, où il travaille en collaboration avec de jeunes graphistes et des créateurs confirmés.

### Affiches
Dans le travail de Bouvet, l'humour est très souvent présent. Comme il aime le dire, l'affichiste, s'il est sérieux dans son travail, ne se prend pas trop au sérieux dans la vie.
Ce qui caractérise principalement son travail, c'est l'utilisation dynamique de la couleur et son goût pour la typographie. Ses affiches sont le plus souvent le résultat d'un mélange de techniques : photographie, collage, sculpture, peinture. Par ailleurs, le travail de Michel Bouvet se fonde sur un principe simple : les images créées doivent être accessibles à tous, il s'agit d'un "graphisme démocratique".

#### Les Gémeaux, Sceaux

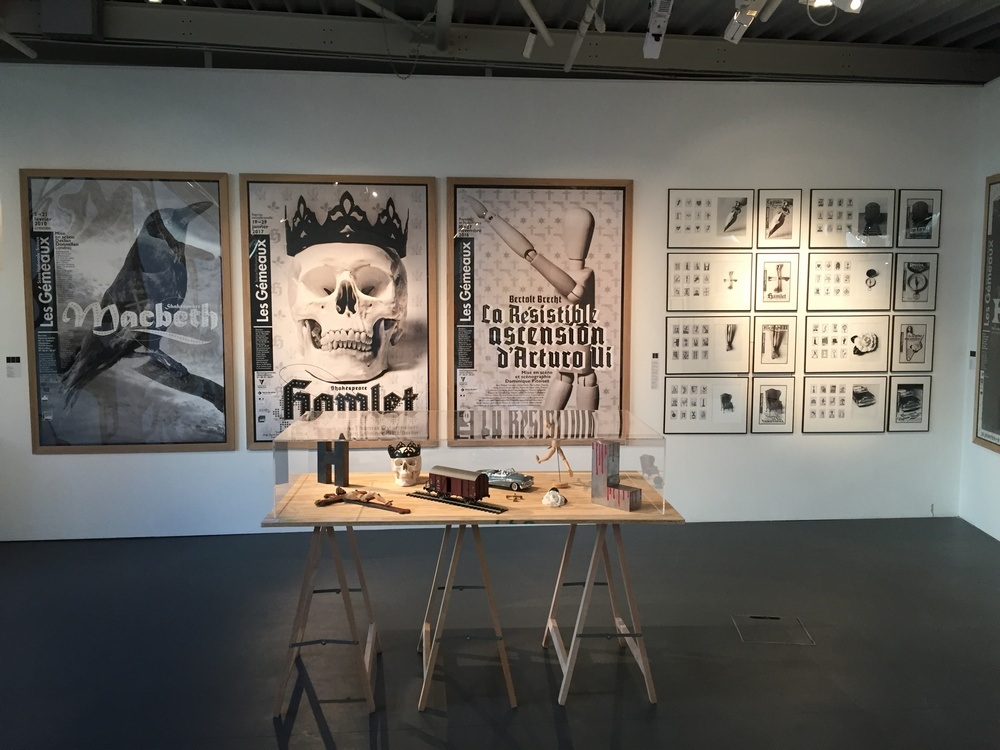
Affiches Les Gémeaux

La programmation de la Scène Nationale de Sceaux, aussi contemporaine qu’exigeante, fait des Gémeaux l’un des théâtres de référence en Île-de-France. Michel Bouvet en conçoit les affiches depuis 1992. Dès le début, les photographies des affiches sont signées Francis Laharrague. En 1998, un tournant décisif est pris en accord avec Françoise Letellier et Nicolas Massadau, le directeur adjoint : les affiches des Gémeaux sont conçues, réalisées et imprimées en bichromie (noir + un gris Pantone). Ce parti-pris conceptuel et esthétique signe désormais la communication visuelle du théâtre. La verticalité du logotype des Gémeaux, le cadre noir autour de l’affiche et l’image photographique, réalisée à l’aide d’une chambre 4 x 5 argentique, élaborent un dispositif visuel au service d’œuvres théâtrales et littéraires universelles. En 2021, Séverine Bouisset succède à Françoise Letellier.

#### Rencontres d'Arles
La nouvelle identité visuelle des Rencontres de la photographie d'Arles, dont François Hébel prend la direction au début de l’année 2002, se forge autour de principes très simples. Michel Bouvet lui propose ainsi qu’à François Barré, président des Rencontres d’Arles, de ne pas utiliser le médium photographique ni l’une des photographies présentées lors du festival. Le dessin au trait épais, la trame inspirée du Pop art, les tons directs servent un message simple. Les fruits et légumes se succèdent jusqu’en 2006. Puis ce seront les animaux jusqu’en 2014,,.

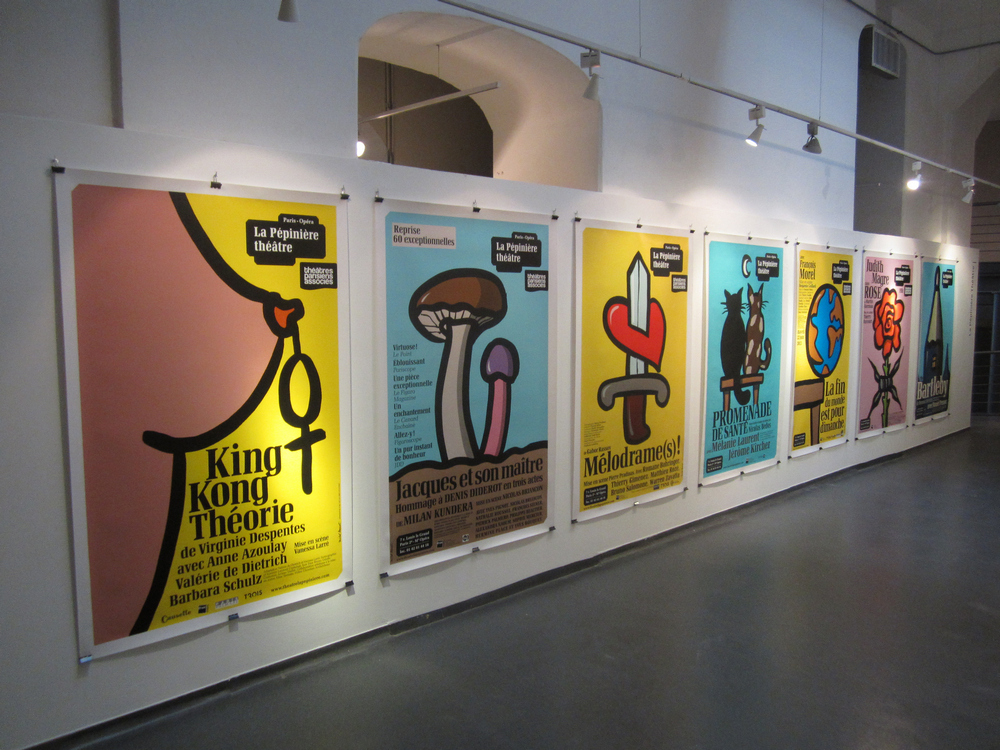
Affiches La Pépinière théâtre

#### La Pépinière théâtre, Paris
Cette salle de théâtre à l’ancienne, de style Art déco accueille des spectacles innovants et décalés. Michel Bouvet conçoit les affiches de La Pépinière-Théâtre depuis l’entrée en fonction de la nouvelle équipe en 2008. Les affiches proposent un concept visuel fort, renforcé par un dessin au trait épais, des couleurs vives et un titrage réalisé lettre à lettre. Les affiches sont régulièrement présentées sur les colonnes Morris et les couloirs du métro à Paris.

#### Opéra de Massy
L’Opéra de Massy dans l’Essonne, construit en 1993, est une scène lyrique de la région parisienne fondée et dirigée pendant de nombreuses années par Jack-Henri Soumère. Producteur ou coproducteur de spectacles lyriques, cet établissement accueille également de nombreux concerts classiques, du théâtre et de la danse. Le développement des quartiers fait aussi partie des missions de l’Opéra. Michel Bouvet réalise les affiches de l’Opéra depuis son ouverture. À partir de 2006, il imagine un nouveau langage graphique pour les affiches, mélangeant métaphore visuelle et décor évocateur de l’œuvre lyrique à l’arrière-plan. La typographie du titre, importée des États-Unis, renforce l’unité visuelle d’un spectacle à l’autre, d’une saison à l’autre, tandis que le logotype de l’Opéra de Massy est retravaillé dans un esprit de modernité et de grande lisibilité. Philippe Bellot en est l’actuel directeur.

#### La Friche Belle de Mai, Marseille

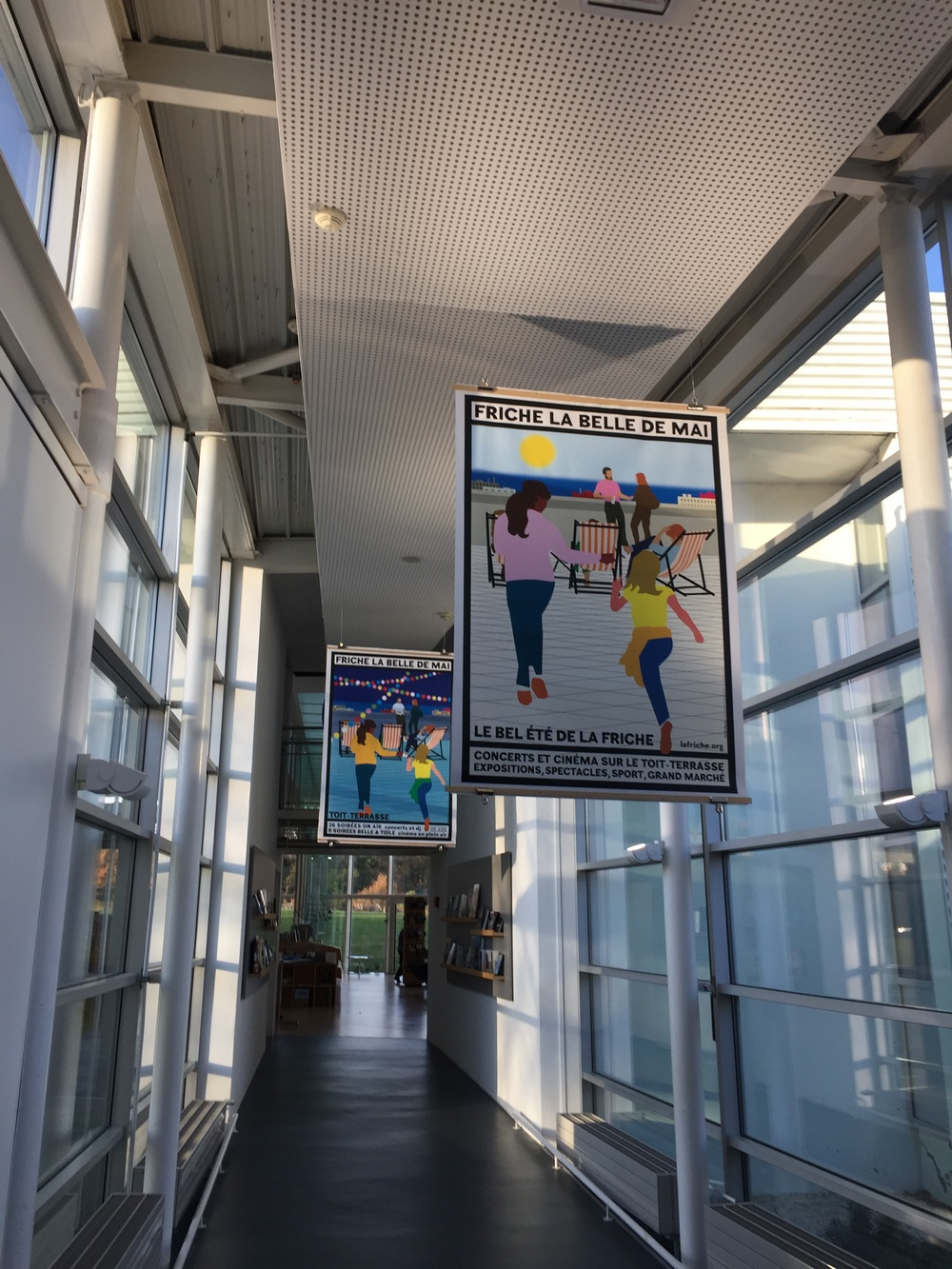
Affiches La Friche La Belle de Mai

La Friche Belle de Mai est une friche culturelle à Marseille qui regroupe des lieux de travail artistiques et culturels, des salles de spectacles et d’expositions. Ouverte en 1992, La Friche est construite dans l’ancienne manufacture des tabacs de Marseille dans le quartier de la Belle de Mai. Michel Bouvet, à l’invitation d’Alain Arnaudet le directeur du lieu, a conçu et réalisé les affiches de la Friche Belle de Mai pendant une dizaine d’années. Il y emploie un style particulier, enrichi d’une large palette de couleurs vives ou pastel, qui met en valeur les particularités de la Friche tout comme certains lieux emblématiques de Marseille.

#### Festival Photo la Gacilly, Bretagne
Fondé en 2003 dans le Morbihan par Jacques Rocher, le Festival Photo La Gacilly est un festival de photographie en plein air qui se déroule de début juin à fin septembre en Bretagne. Chaque année est consacrée à une thématique particulière liée à l’environnement ainsi qu’à la découverte des photographies d’un pays (Italie, Japon…) ou d’une zone géographique plus large (Pays de l’Est, Amérique latine…). Le festival La Gacilly-Baden, en Autriche, reprend la programmation de l’année précédente à la Gacilly. Michel Bouvet réalise les affiches depuis 2015, ainsi que les catalogues des expositions.

#### Ecla théâtre, Paris
Fondé en 1986, Ecla Théâtre propose des œuvres majeures du patrimoine, dans les domaines du théâtre, de la musique et de l’opéra. Ces spectacles, destinés à tous les publics, sont présentés aussi bien dans les théâtres parisiens que lors des tournées en région. Michel Bouvet conçoit les affiches pour les spectacles en mariant modernité graphique et fidélité aux textes d’origine. Ces affiches imprimées en 4 tons directs, souvent en petits formats, doivent être vues quel que soit le lieu où elles sont apposées : halls d’écoles ou de lycées, bibliothèques, théâtres, quais du métro… Le logotype et la typographie participent de l’identification immédiate du théâtre.

#### Festival Monte le Son, Paris
Chaque année, les bibliothèques parisiennes se réunissent pour organiser le Festival Monte le Son dont la programmation est conçue par Bibliocité et les discothécaires, et consacrée à chaque nouvelle édition à un genre musical différent. Depuis plusieurs années, Michel Bouvet réalise les affiches du festival dont le visuel doit illustrer le thème choisi par les programmateurs chaque année : folk, classique, hip-hop, guitare, musiques latines… Le bandeau du bas de l’affiche permet de regrouper toutes les informations nécessaires sans nuire à la lisibilité de l’image.

#### Mois du graphisme d'Échirolles
Depuis sa fondation en 1990, Michel Bouvet participe au Mois du graphisme d’Échirolles,. En 1996, son fondateur, Diego Zaccaria, lui propose de réaliser l’affiche de l’édition. Dès 2000, Michel Bouvet devient l’un des principaux commissaires responsables du Mois du graphisme d’Échirolles dont l’affiche est désormais confiée à l’un de ses confrères français ou étrangers. Pour autant, ces dernières années, le Centre du graphisme d’Échirolles lui confie la réalisation d’affiches d’expositions qui ont lieu en dehors du Mois du graphisme. Michel Bouvet réalise notamment l’affiche de l’exposition "Pop Music. 1967-2017. Graphisme et musique" dont il est l’un des commissaires,.

#### Treize Vents CDN, Montpellier
Les Treize Vents est le Centre Dramatique National de Montpellier dont Jacques Nichet (1942 – 2019) fut le directeur, auparavant fondateur du théâtre de l’Aquarium à Paris. Michel Bouvet a conçu l’ensemble de la communication du théâtre de 1992 à 1996.

#### Clients variés et internationaux
Michel Bouvet réalise également des affiches commandées par différents commanditaires à travers le monde, pour des manifestations culturelles. Par exemple: Ogaki Matsuri Festival (Japon) en 2019. 

### Éditions

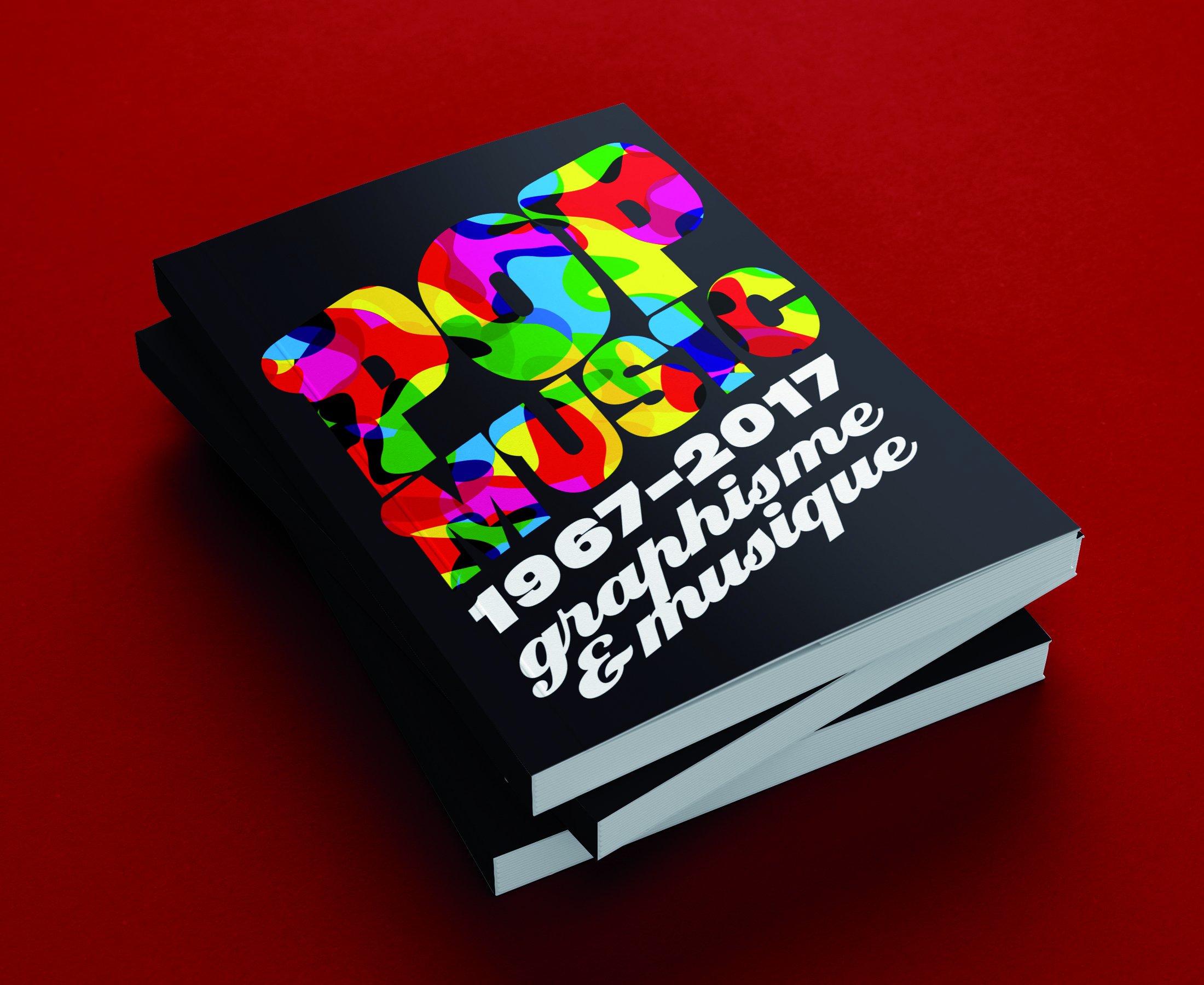
Livre Pop Music. 1967-2017 graphisme & musique

Depuis une dizaine d'années, il a également développé plusieurs chartes graphiques pour des éditeurs de livres (Flammarion, Casteilla, Alexandrines, Marabout, Payot et Rivages, etc.).
Passionné de littérature et souhaitant mettre en avant le graphisme, Michel Bouvet cofonde les éditions du Limonaire en 2015. Il est le directeur artistique de ces éditions spécialisées dans le design graphique.

### Signalétique
En plus de son métier d'affichiste dans le domaine culturel et institutionnel, Michel Bouvet et son équipe conçoivent et réalisent des identités visuelles ainsi que des systèmes signalétiques pour des expositions temporaires en France et à l’étranger. En effet, en 1997, l'atelier Michel Bouvet remporte le concours international pour l'identité visuelle et la signalétique dans le cadre de la rénovation du nouveau Musée des Arts et Métiers qui ouvre officiellement ses portes au public en 2000.
En 2000, l’atelier Michel Bouvet remporte le concours pour la signalétique musée-graphique et directionnelle du Musée de Bretagne dans le nouveau bâtiment construit par l’architecte Christian De Portzemparc, Pritzker Price 1994.
Michel Bouvet est co-commissaire de l'exposition "Le Livre de Poche à 50 ans" au Centre Pompidou en 2003 à Paris. L'atelier créé la signalétique de l'exposition.
L'atelier Michel Bouvet conçoit l'ensemble de l'identité visuelle et de la communication des Rencontres de la photographie d'Arles de 2002 à 2014.
Depuis 2012, l'atelier Michel Bouvet signe l'ensemble de l'identité visuelle de la Friche Belle de Mai à Marseille. En 2018 et 2019, l'atelier conçoit la signalétique du lieu marseillais.
En 2015, Michel Bouvet entame une collaboration avec le Festival Photo La Gacilly en Bretagne. L'atelier conçoit la communication visuelle, la signalétique ainsi que les éditions du festival photographique en plein air.

## Expositions

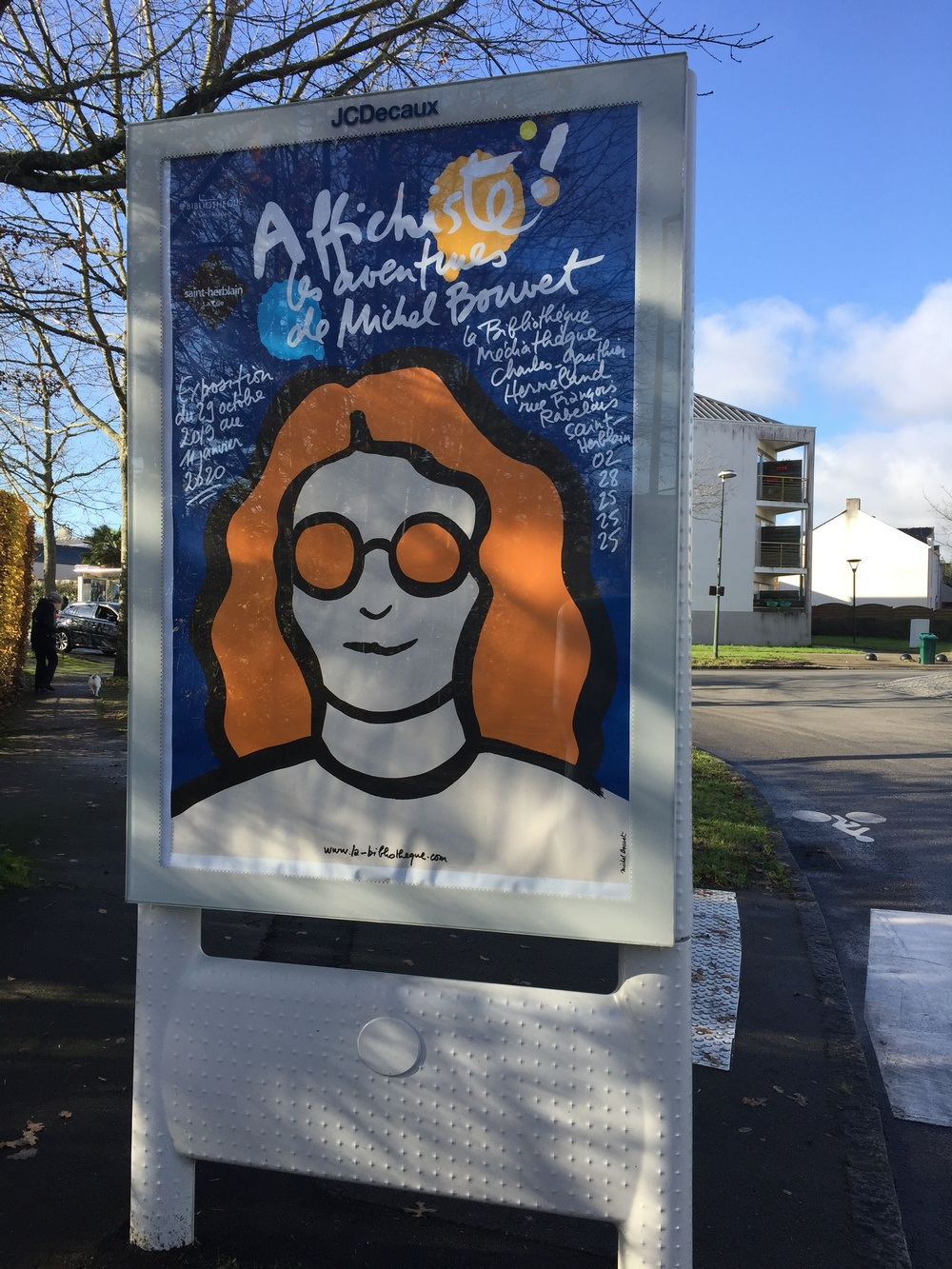
Affiche pour l'exposition "Affichiste ! Les aventures de Michel Bouvet", 2019

Véritable globe-trotter du graphisme, il a exposé sur tous les continents et a commencé très tôt à parcourir le monde à la manière de Nicolas Bouvier afin de mieux connaître les hommes. De Prague à Santiago du Chili, de Varsovie à Asuncion, de Bucarest à New York.
Président du Syndicat national des graphistes jusqu'en 1994, il organisa des expositions d'affiches françaises dans le monde entier pour la promotion du graphisme d'auteur.

### Commissaire d'expositions
De 2014 à 2016, Michel Bouvet est le cofondateur et commissaire général de la Fête du graphisme, qui se déroulait dans différents lieux parisiens : Les Docks/Cité de la mode et du design, La Gaité Lyrique, Bibliothèque Nationale de France, MK2 Bibliothèque, Cité Internationale des Arts, esplanade des Champs-Élysées (livres aux éditions Textuel et du Limonaire).
Il est également co-commissaire de l'exposition "Le Livre de Poche a 50 ans" au Centre Pompidou en 2003, commissaire général chargé du XXe anniversaire du Mois du graphisme d'Échirolles, commissaire de l'exposition "Pop Music. 1967-2017. Graphisme et musique" au Centre du graphisme d’Échirolles et à la Cité Internationale des Arts à Paris en 2017 et 2018, ou bien encore en 2019, co-commissaire de l’exposition "Fiesta Gráfica. Michel Bouvet et ses amis d’Amérique Latine", présentée à la Maison de l’Amérique Latine à Paris (livre aux Éditions du Limonaire). En 2022, Michel Bouvet est co-organisateur de la première "Nuit Blanche du Graphisme,," à Paris, dans le cadre de la Nuit Blanche. 

### Expositions personnelles

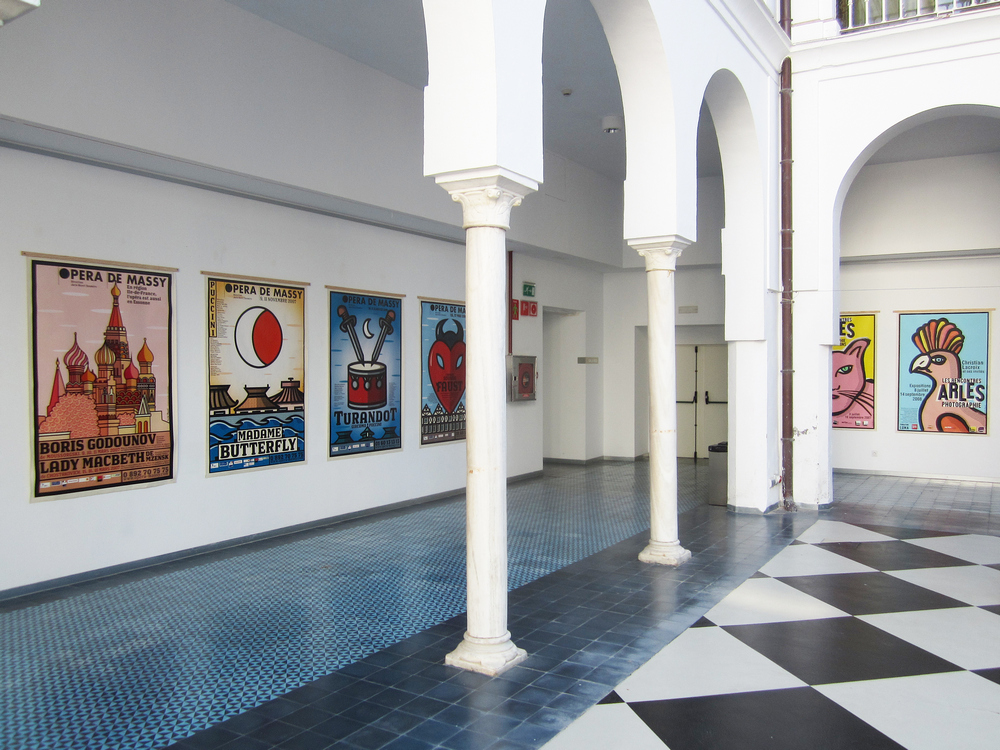
Exposition Université de Séville, Espagne

Invité sur les cinq continents depuis plusieurs années, Michel Bouvet expose régulièrement son travail d’affichiste. Plus de 100 expositions personnelles lui sont consacrées en France et dans plus de 35 pays. Dans certaines circonstances, les organisateurs ou commissaires de ces expositions demandent à Michel Bouvet d’en concevoir l’affiche.
Il expose notamment à Tokyo, Montréal, Amsterdam, Mexico, Varsovie, Johannesburg, Madrid, Istanbul, New Delhi, Copenhague, Chicago ou Buenos Aires.
À l'occasion de la biennale "Un Temps Graphique" organisée par le lycée Joseph Savina de Tréguier, Michel Bouvet a exposé ses réalisations du 2 avril au 5 mai 2024 à la Chapelle des Paulines de Tréguier

### Enseignant
En parallèle de son activité de créateur, Michel Bouvet est aussi enseignant.
En 1996, il succède à Roman Cieslewicz pour enseigner l’art de l’affiche à l’ESAG/Penninghen à Paris. Il quitte l'ESAG/Penninghen en 2019 pour désormais enseigner à l'EPSAA, l’école publique de communication visuelle de la ville de Paris. Ponctuellement, il enseigne également à l’Université d'Aix-Marseille et il intervient dans de nombreux workshops aussi bien en France qu'à l'étranger.

## Médailles d'or, premiers prix et distinctions
Michel Bouvet a reçu des récompenses dans les biennales internationales d’affiches (Pologne, Finlande,République tchèque, États-Unis, Mexique, Chine, Japon, Taïwan, Russie) dont il a été et est encore membre du jury.
Entre autres, il reçoit le premier prix à la Biennale Internationale d’affiches de Fort-Collins, aux États-Unis en 1997 et devient membre de l’Alliance Graphique Internationale (AGI). La Russie lui décerne la Médaille d’or à la Biennale internationale d’affiches de Moscou en 2000 et 2012. En 2001, le Premier Prix à la Biennale internationale d’affiches de théâtre de Rzeszow, en Pologne, lui est décerné. En 2006, Bouvet remporte le Prix Alphonse Mucha à la Biennale internationale des arts graphiques de Brno, en République tchèque.
En France, il a reçu le Grand Prix de l’Affiche Culturelle à la Bibliothèque Nationale de France en 1987 et en 1992. Cette même année (1992), Bouvet est élu président du Syndicat national des graphistes (SNG).

## Clients
Michel Bouvet compte parmi ses clients la Fête de la musique/Ministère de la Culture, la Bibliothèque nationale de France, le Centre Pompidou, la Mission du Bicentenaire de la Révolution Française, la Maison de l'Amérique latine à Paris, le Mémorial de la Shoah, l'UNESCO, la Cité internationale des arts, le Musée des Arts et Métiers, la Cité de la Céramique de Sèvres, le Musée de Bretagne/Les Champs Libres à Rennes, Paris Ateliers, Friche Belle de Mai à Marseille.
Mais aussi, la Maison des arts et de la culture de Créteil, la Maison de la culture de Bourges, les Treize Vents/Centre Dramatique National de Montpellier, les Gémeaux (Scène Nationale de Sceaux), La Pépinière-Théâtre et le théâtre Mouffetard à Paris, l'Arsenal à Metz, l'Opéra de Massy, l'Opéra de Montevideo en Uruguay ou encore le Ballet national de Marseille.
Michel Bouvet travaille également pour des festivals tels que les Rencontres de la photographie d'Arles, le Festival Photo La Gacilly dans le Morbihan, le Printemps de Bourges, Festival Monte le Son et Rock en Seine à Paris ainsi que le Centre du graphisme d'Échirolles dans le cadre du Mois du graphisme.
Des villes ont également fait appel à l'atelier Michel Bouvet telles que Vanves, Sceaux, Les Lilas, Bagneux, Gennevilliers, Fleury-Mérogis, Trappes, Amiens, Montluçon ou bien encore Bayonne.

## Conservation des affiches
Les affiches de Michel Bouvet sont conservées dans les collections permanentes de la Bibliothèque nationale de France, de la Bibliothèque Forney, du Musée des Arts Décoratifs à Paris, de la médiathèque de Saint-Herblain (Loire-Atlantique), de la DNP Foundation et du Suntory Museum à Tokyo (Japon), du Musée National de Poznan (Pologne) et de la Casa Cartel à San Luis Potosi (Mexique).